# جزر الهند الشرقية الإسبانية
جزر الهند الشرقية الإسبانية أو جنوب شرق آسيا الإسباني كانت مستعمرات الإمبراطورية الإسبانية في آسيا وأوقيانوسيا من عام 1565 حتى عام 1901، شملت الفلبين وماريانا وكارولين وبالاوس وغوام ، وكذلك أجزاء من فورموزا (تايوان) ، سولاويزي والمولوكاس (مالوكو). قام ملك إسبانيا بتقليد نفسه باسم ملك جزر الهند الشرقية والغربية. 
كانت جزر الهند الشرقية الإسبانية من الناحية الإدارية جزءًا من القبطانية العامة للفلبين ومحكمة مانيلا الشعبية. كانت مدينة سيبو أول مركز للحكومة، ونُقلت لاحقًا إلى مانيلا. حكم التاج الإسباني لإسبانيا الجديدة المتمركز في مدينة مكسيكو هذه الأراضي مجتمعة مع جزر الهند الغربية الإسبانية من عام 1565 حتى عام 1821. وحُكمت مباشرةً من مدريد بعد استقلال المكسيك.
احتلت الولايات المتحدة كلًا من جزر الفلبين وجزيرة غوام بعد الحرب الأميركية الإسبانية عام 1898، بينما بيعت نحو 6000 من الجزر الأصغر حجمًا لألمانيا ضمن المعاهدة الألمانية – الإسبانية لعام 1899. تُركت ثُلة الجزر المتبقية للولايات المتحدة عندما أُبرمت معاهدة واشنطن لعام 1901.

## تاريخها

### الاستكشاف والاستيطان (1521 – 1643)

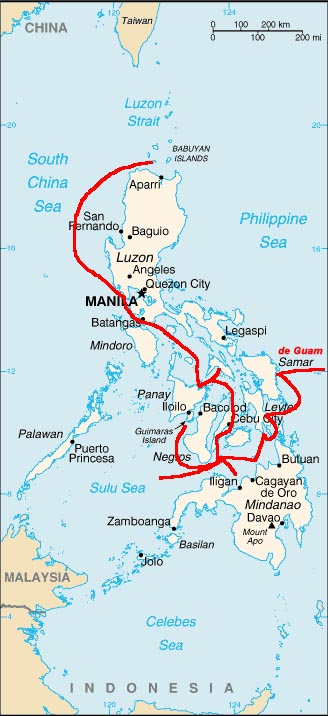
طرق من البعثات الإسبانية في وقت مبكر في الفلبين.

بدأ التواصل الإسباني في 6 مارس 1521، عندما وصلت بعثة إسبانية بقيادة فرديناند ماجلان إلى جزر ماريانا. أطلق اسم «Islas de los Ladrones» (جُزر اللصوص) على غوام وباقي الجزر بسبب صعود السكان الأصليين على متن سفينته الشراعية (ترينيداد) وسرقتهم الكثير من إمداداته. لاحقًا، تابعت البعثة رحلتها جنوبًا وبلغت جزيرة هومونهون في شرق الفلبين يوم 16 مارس، بطاقم بحارة عدده 150 رجلًا فقط. وهناك استطاعوا التواصل مع السكان المحليين بسبب وجود الترجمان الشفوي الماليزي إينريكه المالقي، الذي كان يتكلم لغتهم. قادتهم البعثة أبعدَ حتى بلغوا أرخبيل جزيرة بيسايا في مدينة سيبو، حيث عمّد قسيس ماجيلان، بيدرو فالديرّاما، الملك المحلي راجا هومابون وعقيلته ورعاياه.
سعيًا لتطوير التجارة بين جزر الهند الشرقيةوالأمريكتين، شجع نائب الملك أنطونيو دي ميندوزا استكشاف هذه المناطق الآسيوية وأمر بإرسال بعثة روي لوبيز دي فيلالوبوس إلى الفيليبين في عامي 1542 - 1543. انطلق ميغيل لوبيز دي ليغازبي من المكسيك، وأقام أول استيطان إسباني في الفلبين عم 1565، الذي تحول إلى قرية سان ميغيل في مدينة سيبو المعاصرة. وفي العام نفسه، اكتشف فرد آخر من البعثة اسمه آندريس دي أوردانيتا طريقًا بحريًا يربط الفلبين بالمكسيك، عبر المحيط الهادئ، الأمر الذي قاد سفن مانيلا – أكابولكو إلى خط التجارة الهام العابر للمحيط الهادئ. عام 1571، احتلت إمبراطورية بروناي مانيلا وأصبحت مانيلا مركزًا للقبطنة العامة للفلبين الإسبانية. حكم التاج الإسباني لإسبانيا الجديدة المتمركز في مدينة المكسيك هذه الأراضي وأراضي آسيوية أخرى طالبت بها الملكية الإسبانية.
نقلت سفن مانيلا – أكابولكلو بضائع جمعتها من آسيا والمحيط الهادئ والأميركتين، مثل الحرير، التوابل، الفضة، الذهب ومنتجات جُزريّة أخرى من آسيا والمحيط الهادئ إلى المكسيك. كانت البضائع القادمة من آسيا والمحيط الهادئ تُرسل إلى فيراكروز ومنها تُشحن إلى إسبانيا، ثم تنتقل إلى بقية أوروبا بالتجارة، بينما جلب الملاحة الإسبان – المكسيكيون معهم أزياء مكسيكية هسبانية ومحلية، ديانة، لغات، أغذية، وتقاليد ثقافية إلى الفلبين وغوام وجُزر ماريانا.
عام 1606، أسس الإسبان خطوط تجارية مع جُزر الملوك، واستمرت حتى عام 1663. أُسست روابط مع اليابان أيضًا وأُرسل إليها سيباستيان فيزكينو سفيرًا عام 1611، إلى أن أغلقت اليابان محطتها التجارية عام 1630. بنى الإسبان حصن سانتو دومينغو في شمال شرق تايوان قرب كيلونغ عام 1626، وأرسلوا بعثة احتلت تامسوي من عام 1628 حتى خسارتهم في معركة سان سلفادور الثانية. زارت السفن الإسبانية عدة جزر في المحيط الهادئ في القرن السادس عشر، من بينها غينيا الجديدة (إينيغو أورتيز دي ريتيز عام 1545)، جُزر سليمان (بيدرو سارميينتو دي غامبوا عام 1568)، وجُزر الماركيساس (ألفارو دي ميناندا دي نييرا عام 1595)، لكنهم لم يبذلوا أي جهد في التجارة معها أو استعمارها.
عام 1668، وطّد الطوباويّ دييغو لويس دي سان فيتوريس أول بعثة إلى غوام، حيث استُشهد لاحقًا مع القديس بيدرو كالونغسود.
سيطر الجُند البريطانيون على مدينة مانيلا لفترة وجيزة خلال حرب السبع السنوات عام 1762. على كلٍ، عجز البريطانيون عن فرض السيطرة على مناطق خارج مانيلا أمام جهود قائم المقام الإسباني، سيمون دي آندا إي سالازار، وحافظت بقية الجُزر على ولائها لإسبانيا. وعد البريطانيون بدعم ثورةٍ يقودها دييغو سيلانغ وزوجته غابرييلا لكن القوات البريطانية لم تثبت أبدًا. استُبدلت مانيلا تحت ظل اتفاقية السلام إلى جانب هافانا المُحتلة بريطانيًا، بفلوريدا ومنورقة. سُلمت مانيلا للسلطات الإسبانية في أبريل عام 1764.

## الحكومة الاستعمارية
دفعت حرب سبع السنوات كارلوس الثالث ملك إسبانيا إلى بدء إصلاحات حكومية موسعة على امتداد المستعمرات الخارجية. عُين مسؤول حكومي في مانيلا عام 1784 لإدارة شؤون الحكومة المالية وتحسين الاقتصاد. (لم تُنجز خطة استحداث عدد أكبر من الموظفين الحكومين في كل أنحاء الفلبين.) وبنفس الأسلوب، أسس الحاكم العام خوسيه باسكو إي فارغاس مجتمع أصدقاء البلاد الاقتصادي لتطوير الإبداع والتعليم بين سكان الجُزر.
لأكثر من 256 عامًا، حكم جُزر الهند الشرقية الإسبانية قبطان عام، ومحكمة شعبية. وأُديرت كل المسائل الاقتصادية للفلبين عن طريق التاج الإسباني لإسبانيا الجديدة المتمركز في المكسيك. ولأن الطريق الشرقي كان شائع الاستخدام للأغراض العسكرية، بالإضافة إلى التجارة المتضمنة سفن مانيلا – أكابولكو التجارية، كانت أغلب المراسلات الحكومة تجري عن طريق المكسيك، بدلًا عن التوجه المباشر نحو إسبانيا (باستثناء فترة وجيزة في نهاية القرن الثامن عشر).
انهار التاج الإسباني عام 1821 عقب حرب الاستقلال المكسيكية، التي نتج عنها الإمبراطورية المكسيكية الأولى. نُقل مركز حكومة جزر الهند الشرقية الإسبانية بعد ذلك إلى مدريد، إلى أن ضمت الولايات المتحدة معظم الأراضي الإسبانية في منطقة آسيا والمحيط الهادئ على إثر الحرب الأميركية الإسبانية عام 1898.

### المحكمة الشعبية والقبطانية العامة
استُحدثت عام 1574 القبطانية العامة للفلبين بصفة دولة تابعة للتاج الإسباني لإسبانيا الجديدة. استُحدثت المحكمة الشعبية لمانيلا يوم 5 مايو 1583 واعتُمدت عام 1584 كأعلى محكمة للإمبراطورية الإسبانية في جُزر الهند الشرقية، وكان الحاكم العام للفلبين يحتل منصب قاضيها الأعلى. أنشئت كلا المؤسستين بمرسوم ملكي أصدره الملك فيليب الثاني.

القانون الحادي عشر (المحكمة الشعبية والمحكمة العليا لمانيلا في الفلبين) من الفقرة الخامسة عشر (حول المحكمة الشعبية والمحكمة العليا في جُزر الهند) من الكتاب الثاني حول مجموعة قوانين ملك جُزر الهند لعام 1680 – الذي يجمع المرسوم الأصلي والمرسوم الصادر في 25 مايو عام 1596 – ويشرح قيود ووظائف المحكمة الشعبية ورئيسها.
«في مدينة مانيلا على جزيرة لوزون، زعيمة الفلبين، ستُقام محكمة شعبية أُخرى ومحكمة عليا تابعتين لنا، وسيُعين رئيسٌ لهما سيكون حاكمًا وقبطانًا عامًا؛ وأربعة قضاة للحالات المدنية، سيكونون أيضًا قضاةً للحالات الجنائية؛ محامٍ للتاج؛ مأمور تنفيذ؛ مساعد لقاضي القضاة؛ وبقية الوزراء والموظفين اللازمين؛ وينبغي عليهم استكشاف ناحية جزيرة لوزون، وبقية الفلبين، وأرخبيل الصين وبرّه. ونأمر بحصر الحكومة العليا للمنطقة كلها في يد حاكم الجزر والمحافظات آنفة الذكر وقبطانها العام، ورئيس محكمتها الشعبية في أوقات السلم والحرب، وسيتخذون تدابير ويقومون بحسنات باسمنا الملكي، تنسجم مع قوانين هذا الكتاب وبقية كتب تاج قشتالة والتعليمات والقوى التي سنمنحها، يستطيع الحاكم الرئيس المذكور وينبغي عليه؛ في المسائل الحاكمية والقضايا التي ستطرأ، المهمة منها، أن يتشاور بها مع قضاة المحكمة الشعبية المذكورة، كي يُعطوا آرائهم الاستشارية، وبسماعهم، سيقدم ما هو أكثر ملائمة لخدمة الرب وخدمتنا وسلام المحافظة والجمهورية المذكورة وهدأتها».

## وصلات خارجية
- موقع الويب الرسمي لمؤسسات التعليم العالي
- الفلبين "الفترة الاسبانية المبكرة"
- تأثير الحكم الإسباني في الفلبين
- غوام التاريخ والثقافة